# Pietro Lezzi
Pietro Lezzi (ur. 15 grudnia 1922 w Neapolu, zm. 7 października 2013 tamże) – włoska polityk i samorządowiec, poseł do Izby Deputowanych IV, V, VI i VII kadencji, poseł do Parlamentu Europejskiego I kadencji, burmistrz Neapolu (1987–1990).

## Życiorys
Odbył służbę wojskową w marynarce wojennej w Livorno. Z wykształcenia prawnik, zawodowo pracował jako funkcjonariusz partyjny. Zaangażował się w działalność polityczną w ramach Włoskiej Partii Socjalistycznej, należał do założycieli partii w Neapolu, a później do władz krajowych. Od 1963 do 1979 zasiadał w Izbie Deputowanych czterech kadencji, a w 1979 wybrano go posłem do Parlamentu Europejskiego. Przystąpił do frakcji socjalistycznej, od 1979 do 1982 pozostawał jej wiceprzewodniczącym. Należał Komisji ds. Rozwoju i Współpracy. Od lipca 1987 do lipca 1990 sprawował urząd burmistrza Neapolu, później do 1994 zasiadał w radzie regionu Kampania.
Był żonaty, miał troje dzieci. Zmarł 7 października 2013 we własnym domu.